# Río Yavarí
El río Yavarí (en portugués: rio Javari) es un río perteneciente a la cuenca del Amazonas; es un afluente por la margen derecha del río Amazonas, que forma en todo su curso la frontera natural entre Brasil y el Perú. Tiene una longitud de unos 1050 km.

## Geografía
El río Yavarí es un río de aguas claras, que nace en la Sierra del Divisor, muy cerca de las fuentes del río Ipixuma. Discurre en dirección noreste hasta desaguar en el río Amazonas. Desde la cabecera hasta la confluencia con el río Gálvez se denomina río Yaquerana. Después de la confluencia con el río Gálvez se denomina río Yavarí. Es un río muy sinuoso, con muchos meandros, similar al río Juruá, que discurre por una región muy llana. Desemboca en el punto en que el Amazonas entra en Brasil y cambia su nombre por el de río Solimões, junto a ciudad de Atalaia do Norte. Su boca posee tres brazos, formados por dos islas, denominadas Islândia  y Petrópolis. En su margen derecha están localizados los pelotones militares brasileños de Palmeiras y Estirão do Equador, y los municipios de Envira, Atalaia do Norte  y Benjamin Constant.
El río Yavarí baña, en sentido "aguas abajo", las localidades brasileñas de Palmeiras do Javari, Mirador, Estirão do Equador, Paraíso, Atalaia do Norte (13.682 hab. en 2008), Benjamin Constant  (26.191 hab. en 2006) y Esperança; y las localidades peruanas de Colonia Angamos, Santa Fe Islandia y San Juan.

## Afluentes
Sus principales afluentes son, por la izquierda, los ríos peruanos Río Gálvez y Río Yavarí-Mirim; y, por la derecha, los ríos brasileños Curuçá (con una longitud de 530 km) e Ituí (una veintena de kilómetros aguas arriba de confluir con el Amazonas, con una longitud de 480 km; tiene como subafluentes los ríos Itaquaí  y Quixito).

## Historia
Durante el periodo colonial las fuentes del Yavarí fueron punto de referencia para establecer los límites entre el Virreinato del Perú (español) y el Reino de Brasil (portugués) tal como se observa en los tratados de Permuta y San Ildefonso formando desde entonces su curso la frontera natural entre Brasil y Perú, un límite acordado en 1851 en virtud de la Convención Fluvial sobre Comercio y Navegación y Parcial Acuerdo de Límites entre Perú y Brasil. Tras 50 años de estudios por parte de las comisiones mixtas de Perú y Brasil, la fuente principal de este curso de agua fue determinada durante el año 1922 en las coordenadas 07°06′51″S 73°48′04″O / -7.11417, -73.80111 o con más precisión en el punto geográfico de coordenadas  07° 06' 51” 02 S - 73° 48' 04" 23 W.

## Navegación
El río Yavarí es navegable una extensión de 400 km, desde la boca hasta Palmeira. Aguas arriba, sigue siendo navegable otros 500 km más, pero solo para pequeñas embarcaciones. Su curso presenta una intensa sinuosidad con frecuentes obstrucciones y desmoronamiento de riberas. Sus puertos principales son Benjamin Constant y Palmeiras do Yavarí.